# Taenaris kajuna
Taenaris kajuna är en fjärilsart som beskrevs av Hans Fruhstorfer 1904. Taenaris kajuna ingår i släktet Taenaris och familjen praktfjärilar. Inga underarter finns listade i Catalogue of Life.